# Shenzhou 6
Shenzhou 6 (chiń.: 神舟六号 - dosłownie „Boski Okręt” bądź „Niebiański Statek”) – drugi chiński załogowy statek i lot kosmiczny.
Start nastąpił 12 października 2005 roku o godzinie 01:00:03 UTC z kosmodromu Jiuquan. Statek został wyniesiony na orbitę przez rakietę nośną typu Chang Zheng 2F. Na pokładzie znajdowała się dwuosobowa załoga w składzie Fei Junlong (dowódca) i Nie Haisheng (inżynier pokładowy). Misja zaplanowana była na 5 dni. W trakcie tego lotu astronauci po raz pierwszy mogli przechodzić do modułu orbitalnego statku.
16 października o 20:32 UTC (17 października o 4:32 rano czasu lokalnego) kapsuła lądownika wylądowała z obydwoma kosmonautami. Kapsuła odłączyła się wcześniej od modułu orbitalnego, który miał pozostać w kosmosie jeszcze przez około sześć miesięcy. Lądowanie nastąpiło na obszarze Mongolii Wewnętrznej.
Podczas prawie pięciu dni misji Shenzhou 6 okrążył Ziemię 76 razy i przebył trasę ponad 3 milionów kilometrów. Czas trwania lotu wyniósł 4 dni, 19 godzin i 33 minuty.

## Załoga
W marcu 2004 r. rozpoczął się trening astronautów do lotu Shenzhou 6. Na przełomie czerwca i lipca 2005 r. zostały wydzielone trzy dwuosobowe zespoły, z których jeden został wybrany do lotu w dniu 11 października 2005:
- Fei Junlong (费俊龙) (1. lot) – dowódca,
- Nie Haisheng (聂海胜) (1. lot) – inżynier pokładowy.

## Szczegółowy przebieg lotu
7 października rakieta nośna Chang Zheng 2F wyjechała z hali pionowego montażu na kosmodromie Jiuquan, a po 100 minutach dotarła na wyrzutnię. Na drugi dzień została ustawiona na wyrzutni LC1. Start został wyznaczony na 13 października, jednak w związku z nadciągającym ochłodzeniem zdecydowano się go przyspieszyć o jeden dzień. 11 października około 22:10 astronauci zajęli miejsca w statku.
Start nastąpił 12 października 2005 o godz. 01:00 z kosmodromu Jiuquan. W 9 min 53 s lotu statek wszedł na orbitę o parametrach: perygeum 196 km, apogeum 337 km, inklinacja 42,42°. O godz. 07:55 wykonano 63-sekundowy manewr, który podniósł perigeum orbity do pułapu 343 km, a apogeum do 347 km. O 09:29 astronauci otwarli właz do modułu orbitalnego, a o 09:44 Fei wszedł do niego i wykonał fotografie wnętrza. O 10:30 obaj astronauci zdjęli skafandry.
13 października astronauci wykonywali testy otwierania i zamykania włazów pomiędzy lądownikiem i modułem orbitalnym oraz przemieszczania się pomiędzy nimi, a także zakładania i zdejmowania skafandrów. Przeprowadzili również badania medyczne oraz inne eksperymenty. O 21:56 wykonano niewielką korektę orbity, która podniosła statek o 0,8 km.
14 października astronauci kontynuowali wykonywanie eksperymentów. 15 października po godzinie 20 wykonano kolejną, niewielką korektę orbity.
16 października o 19:44 oddzielono od statku moduł orbitalny, a o 19:47 wykonano manewr deorbitacji.
Lądowanie nastąpiło 16 października 2005 o godz. 20:33.